# چانتال نیوبری
چانتال نیوبری (انگلیسی: Chantelle Newbery؛ زادهٔ ۶ مهٔ ۱۹۷۷) شیرجه‌رو اهل استرالیا بود.
وی در مسابقات کشوری و بین‌المللی در مجموع برندهٔ ۳ مدال طلا، ۴ مدال نقره، ۲ مدال برنز شده‌است.